# Telefonzeitung
Eine Telefonzeitung war ein telefonisches Verteilersystem des 19. und 20. Jahrhunderts, das Zeitungsinhalte über Telefonleitungen bereitstellte. Die Telefonzeitungen waren die ersten Ausführungen elektronischen Rundfunks und wurden später durch den klassischen Rundfunk ersetzt.
Abgelegene Gebiete, die mittels Antennenrundfunk anfangs kaum bis gar nicht erreichbar waren, wurden noch lange Zeit über den so genannten Drahtfunk, als Radio über die Telefonleitung, erschlossen. Ein Beispiel dafür war der schweizerische Telefonrundspruch. Bis heute aktiv ist der italienische Dienst Filodiffusione der Rai, der sich zu einem eigenständigen Angebot neben dem „normalen“ Radio entwickelte und heute auch über Satellit und das Internet verbreitet wird.

## Entwicklung

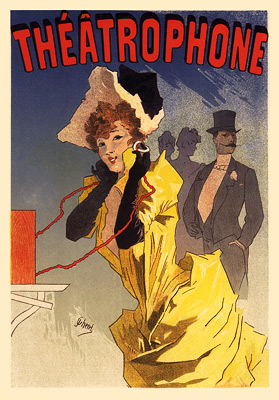
Le théatrophone (1896)

Das Theatrophon entwickelte sich aus einer im Jahr 1881 entstandenen Erfindung von Clément Ader; kommerzialisiert wurde es 1890 von der Compagnie du Théâtrophone of MM. Marinovitch und Szarvady. Das Hauptangebot des Theatrophons bestand aus Theater- und Opernaufführungen, es beinhaltete jedoch auch fünfminütige Nachrichtensendungen in regelmäßigen Intervallen. 1932 wurde der Dienst durch den Rundfunk und den Phonographen ersetzt.

## Telefonzeitungen

### Telefon Hirmondo

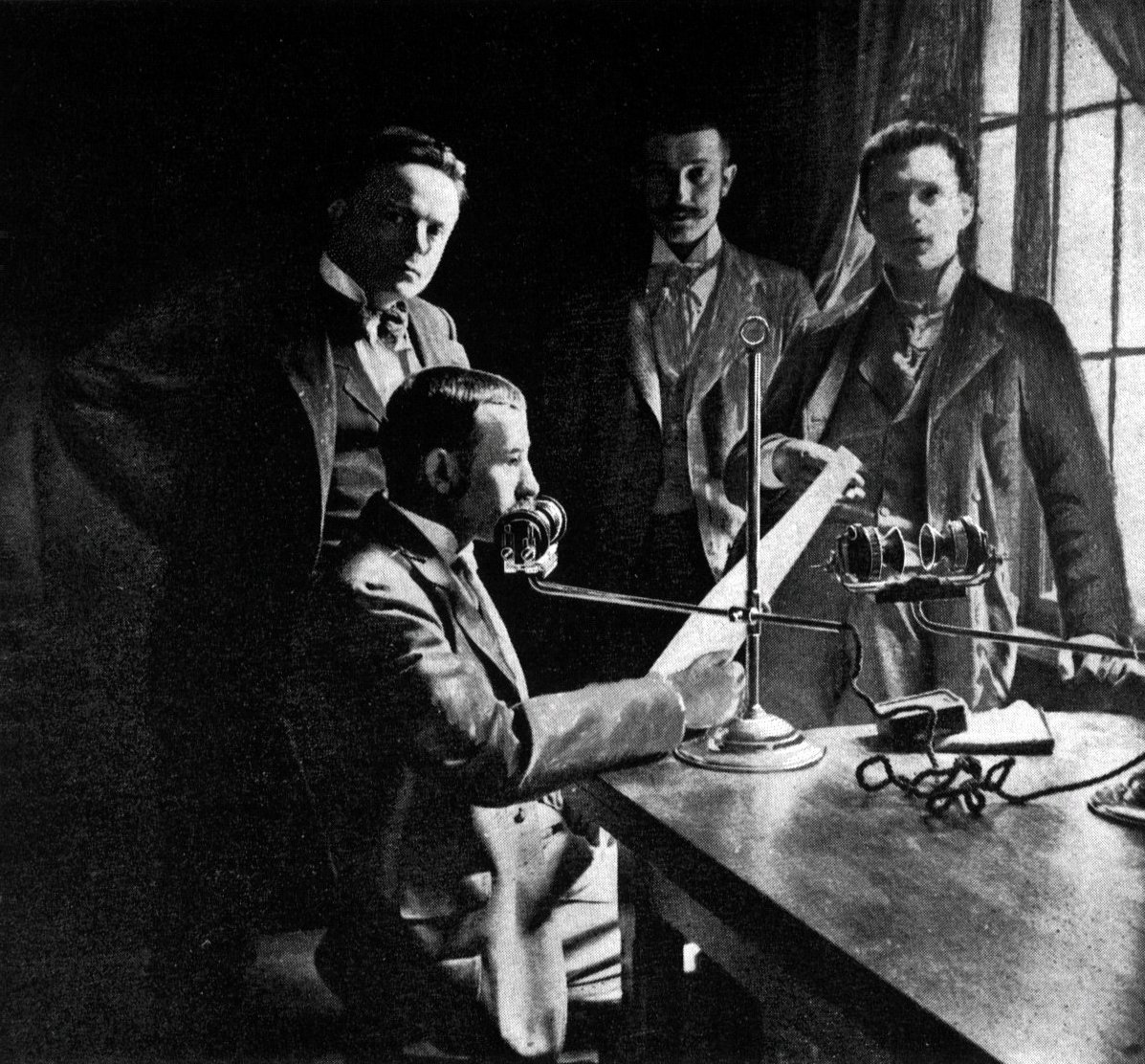
Ein Sprecher der Telefon Hírmondó beim Vorlesen der Tagesnachrichten (1901)

Telefon Hírmondó, die am längsten betriebene Telefonzeitung, wurde 1893 von Tivadar Puskás in Budapest gegründet. Es war die erste eigenständige Zeitung, die über das Telefonnetz verbreitet wurde. Die Zeitung bot ihren Abonnenten Nachrichten, Börsenkurse, Konzerte und Sprachkurse. Der Dienst wurde bis in die 1920er Jahre als Zeitung weitergeführt und startete die Verbreitung über Rundfunk am 1. Dezember 1925. Beide Dienste (sowohl telefonisch als auch über Rundfunk) wurden eine Zeit lang parallel angeboten. Während des Zweiten Weltkrieges wurde das Telefonnetz der Firma völlig zerstört, was zur Aufgabe dieses Dienstes führte.

### Electrophone
1895 gegründet, bot das Electrophone im Vereinigten Königreich Liveübertragungen von Theatern und Musikshows sowie sonntags von Gottesdiensten. Es basierte technisch auf dem französischen Theatrophon und beendete seine Übertragung 1926 aufgrund der Konkurrenz durch den Rundfunk.

### L’Araldo Telefonico
L’Araldo telefonico (Italienisch für „Der Telefonbote“) wurde 1910 in Rom gestartet, basierend auf dem Modell des Telefon Hírmondó. Es war das erste Beispiel italienischen Rundfunks und konnte 1914 mehr als 1300 Abonnenten vermelden. Der Dienst wurde durch den Ersten Weltkrieg unterbrochen und 1922 unter dem Namen „Fonogiornale“ erneut gestartet. 1922 wurde der Name in „Radioaraldo“ geändert und die Technik von Telefonübertragung auf Rundfunk umgestellt. Das Radioaraldo eröffnete seine erste Radiostation in Rom. Radioaraldo arbeitete mit anderen privaten italienischen Firmen zusammen, um 1924 die Rundfunkgesellschaft URI (Unione Radiofonica Italiana) zu gründen. Aus der URI wurde 1928 die EIAR (Ente Italiano Audizioni Radiofoniche) und letztendlich 1944 die RAI (Radio Audizione Italiane).

### Telephone Herald
M. M. Gillam, ein früherer Werbemanager des New York Herald, entdeckte auf einer Ungarnreise die Telefon Hírmondó und erstand die technologischen Rechte für Amerika. Er gründete die United States Telephone Herald Co. in Newark, USA, um die Rechte in den einzelnen Bundesstaaten zu verwalten. Eine Firma erhielt 1911 die Rechte für den Bundesstaat New Jersey und startete eine Ausgabe in Newark. Diese war nicht erfolgreich und stellte ihren Dienst 1912 wieder ein.